# Adam El Mihdawy
 Adam El Mihdaway  (9 de agosto de 1989) es un tenista profesional estadounidense. Actualmente ocupa el puesto 601 en el ranking ATP.
Su puesto más alto a nivel individual fue el 281, alcanzado el 27 de abril de 2015. A nivel de dobles alcanzó el puesto 330 el 26 de agosto de 2013.
No ha ganado hasta el momento títulos.

## Títulos; 0

### Individuales(0)
| Legenda                   |
| Grande Slam (0)           |
| ATP World Tour Finals (0) |
| ATP Masters 1000 (0)      |
| ATP World Tour 500 (0)    |
| ATP World Tour 250 (0)    |
| ATP Challenger Series (0) |